# Josep Pol

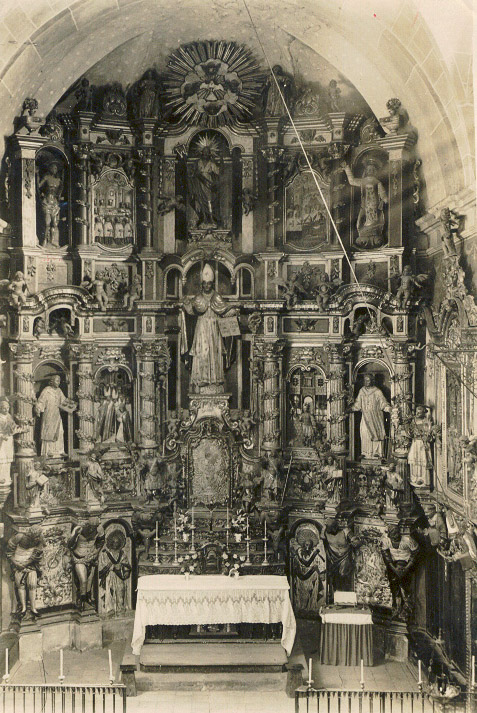
Retaule de sant Fruitós de Llofriu elaborat per Pau Costa i finalitzat per Josep Pol l'any 1740.

Josep Pol fou un escultor actiu a Catalunya durant la primera meitat del segle xviii, va ser deixeble de l'escultor Pau Costa.

## Obres
Notícies que se'n té d'ell és la de l'encàrrec que li va fer Pau Costa d'acabar el retaule de Sant Fruitós de Llofriu i que sembla que l'any 1740 va ser finalitzat. Això no obstant, el retaule de Llofriu està firmat per Pau Costa, però amb la data de 1740, quan ja feia 13 anys que Pol era mort. També és obra seva el retaule de l'ermita de Sant Sebastià de la Guarda, perdut durant la crema del centuari durant la Guerra Civil espanyola.